# Dau

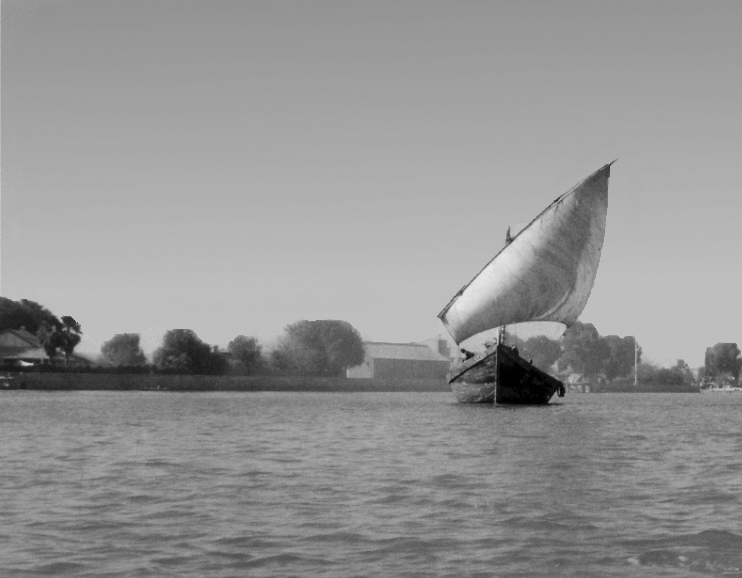
Dau auf dem Schatt al-Arab, 1958

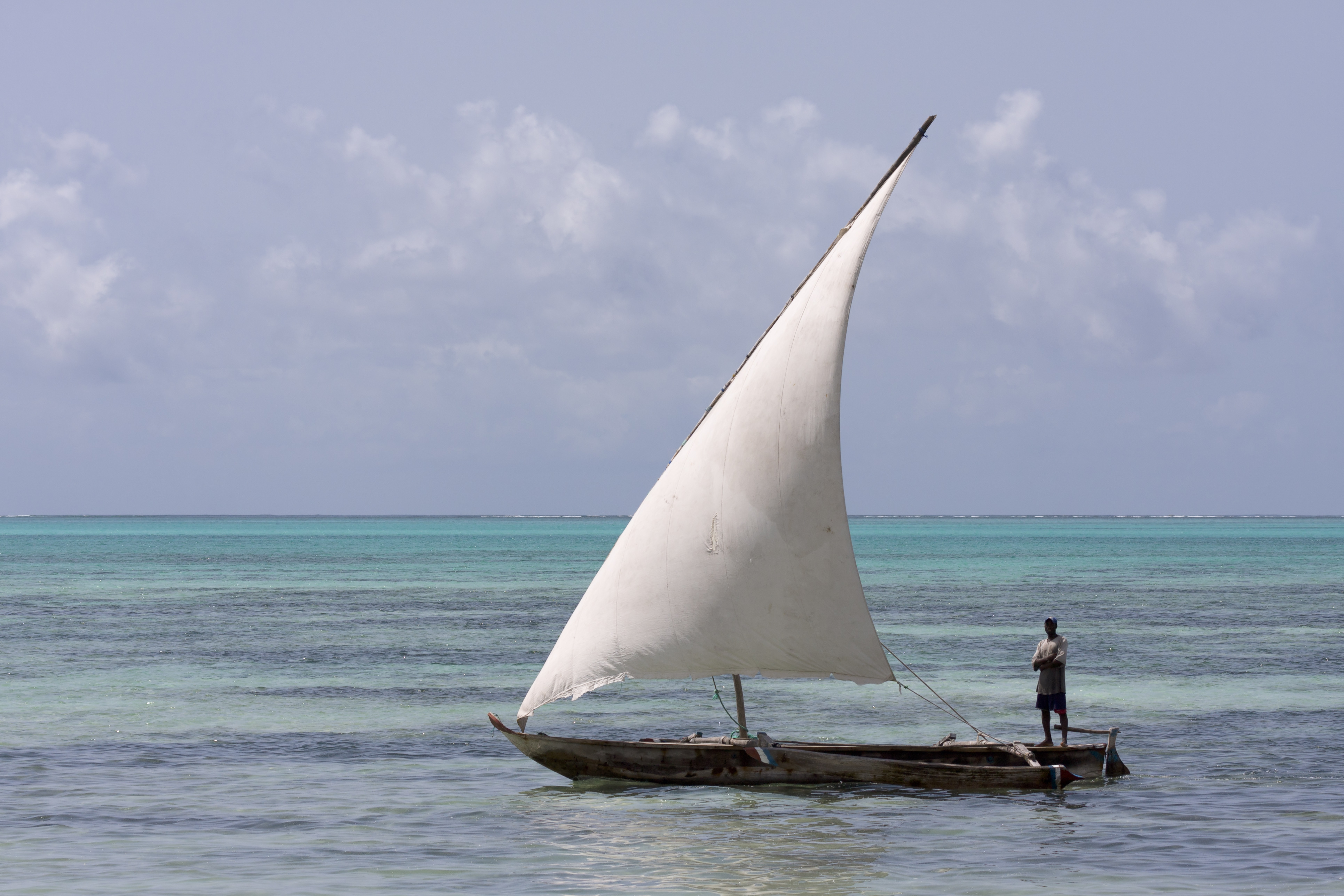
Dau in Sansibar

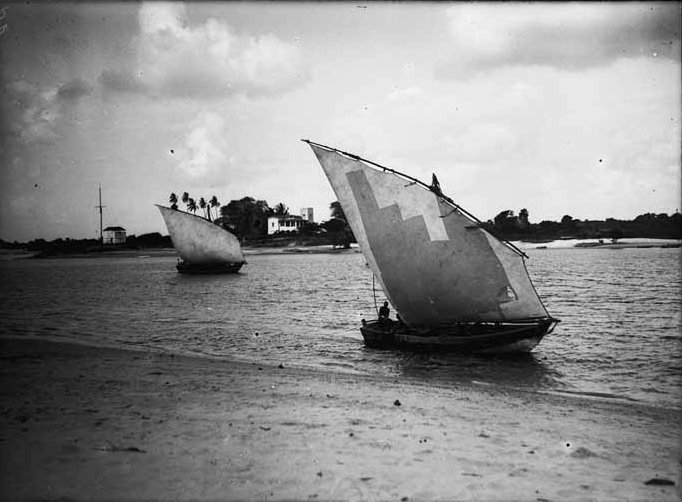
Daus um 1906 vor Daressalam

Eine Dau, auch Dhau (arabisch داو, DMG dāw oder دهو, DMG dahw, englisch Dhow), ist ein in allen Anliegerländern des Indischen Ozeans zu findender Segelschiffstyp. Die Besonderheiten einer Dau sind ein bis drei einteilige Masten mit zum Teil ausgeprägtem vorlichem Fall, großen trapezförmigen Segeln (sogenannter Settee-Besegelung), sowie weit ausfallenden Steven.

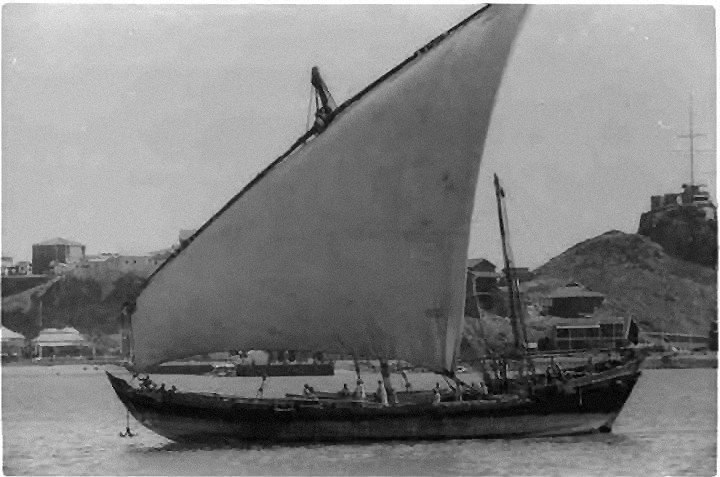
Sambuke um 1936 im Golf von Aden

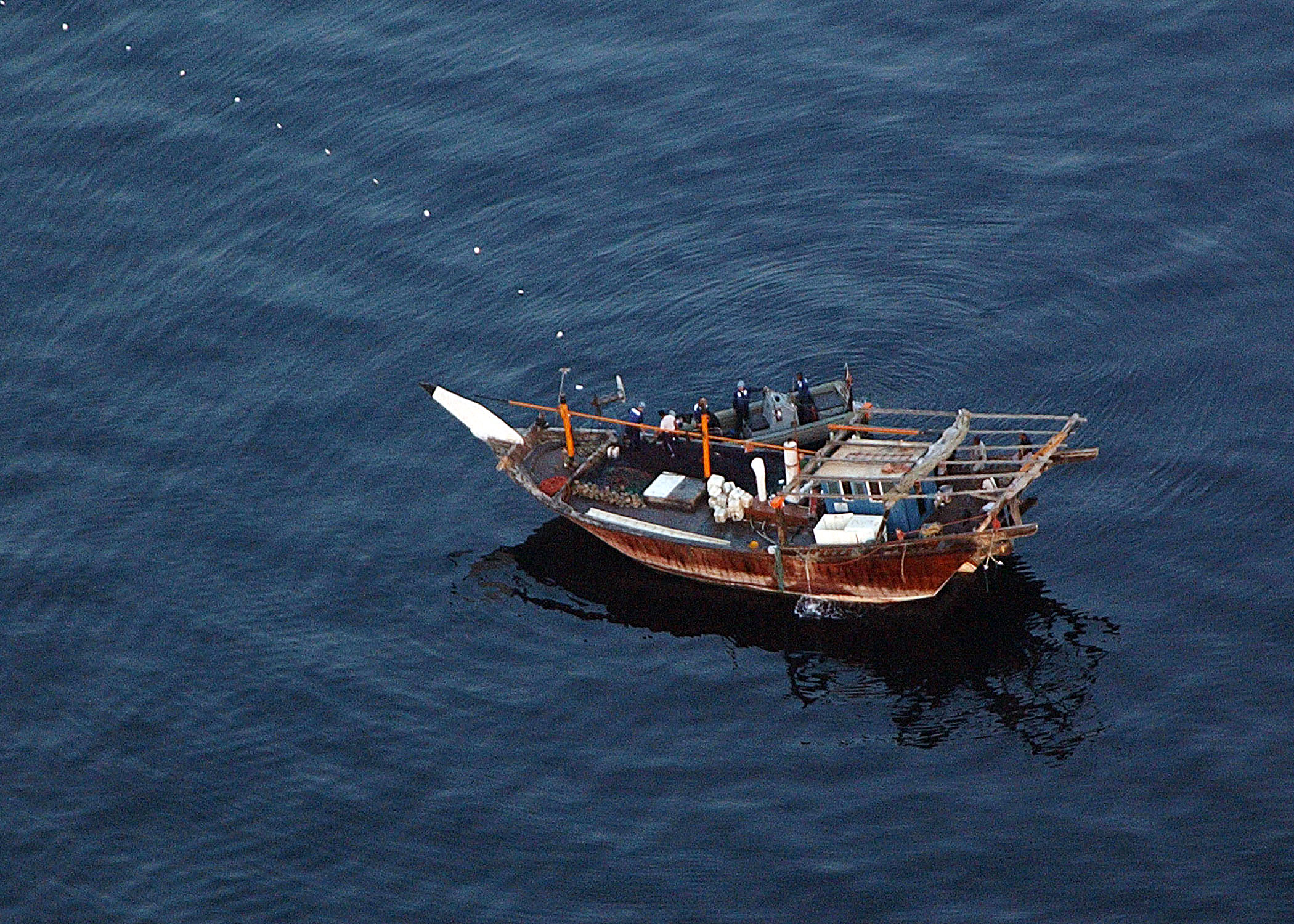
Eine iranische Dau im Oktober 2004 im Persischen Golf

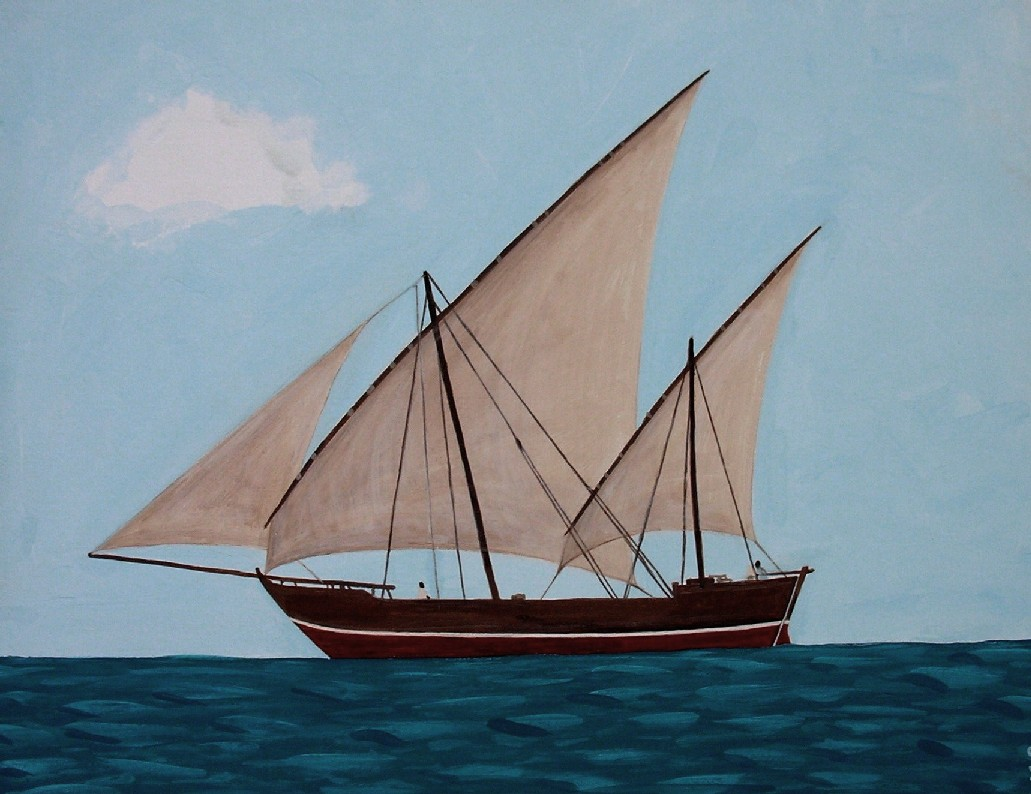
Eine indische Buhm (Boom oder Boum) aus Kerala

Eine Dau hat einen ebenen, zuweilen zu einer „Hacke“ ausgeprägten Kiel, der die Abdrift auf Kursen hoch am Wind verringert. Während ursprünglich Planken untereinander und mit dem Spant mit Kokosfasern verschnürt wurden (siehe Jewel of Muscat), ist diese Technik durch das Nageln verdrängt worden.

## Begriff
Die Bezeichnung Dau steht nicht für einen einzelnen Schiffstyp wie Kogge oder Brigg, sondern für eine ganze Familie unterschiedlicher Gattungen zum Teil mit gravierenden Unterschieden. Mit dem Sammelbegriff Dau werden etwa 60 verschiedene Schiffstypen, von kleinen einmastigen Booten mit 10 Tonnen Verdrängung für die Fischerei bis hin zu 200 Tonnen tragenden Transportschiffen beschrieben. Das gemeinsame Merkmal aller Daus ist ein langer Vorsteven, der schräg aus dem Kiel hervorgeht.
Ursprung und Bedeutung des Wortes Dau sind ungewiss. Erstmals wurde die Bezeichnung in den Aufzeichnungen des russischen Handlungsreisenden Athanasius Nikitin genannt, der 1470 in Indien eintraf. Er sprach von „Tavs“. Um 1856 veröffentlichte M. Guillain die Abbildung eines einmastigen Schiffes, das er als Dau bezeichnete. Eine andere mögliche Erklärung könnte das persische Wort dawh sein, das nach alten niederländischen Dokumenten ebenfalls ein kleines Schiff bezeichnet. Das Wort Dau, wie auch immer geschrieben, wird aber von den Einheimischen im Einzugsbereich nicht benutzt. Sie verwenden stattdessen die genaue Bezeichnung des jeweiligen  Schiffstyps.

## Geschichte der Dau
Der Ursprung der Dau ist unklar. Umstrittenen Vermutungen zufolge existieren Daus seit dem 4. Jahrhundert. Wahrscheinlich breitete sich die Dau von Indien aus über den Indischen Ozean zur Arabischen Halbinsel und nach Ostafrika und schließlich ins Mittelmeer aus. Im Mittelalter durchfuhren Händler mit zwei- bis dreimastigen Daus den gesamten Indischen Ozean. Dort wurden die halbjährlich wechselnden Monsunwinde zu Nutze gemacht. Hierbei handelt es sich im November bis Mai um den Südwestwind Kaskasi und von Mai bis November um den Nordwestwind Kusi.
Es wird vermutet, dass die Dau ursprünglich ein Rahsegel besaß. Allerdings wurden alle bisher gefundenen Daus nach dem Jahre 1000 gebaut, so dass es für diese Vermutung keine Gewissheit gibt. Im Mittelmeer entwickelte sich später das viereckige Settee-Segel, mit dem höher an den Wind gegangen werden konnte und so fahren die Daus noch. Einzig im Mittelmeer entwickelte sich das Segel zum dreieckigen Lateinersegel. So entstanden die Daus in Ägypten, wo sie „Feluka“ genannt werden. Die Schebecke ist keine Verwandte der Dau, obwohl sie ihr äußerlich ähnelt.
Nach dem Niedergang des Römischen Reiches verschwanden die römischen Handelsschiffe, mit denen der Handel über Persien bis nach Indien betrieben worden war. Diese Lücke wurde von der Dau besetzt, mit der Hochseerouten zwischen der Arabischen Halbinsel, Ostafrika, Indien und dem Kaiserreich China befahren wurden.
Nachdem arabische Krieger 654 n. Chr. Rhodos erobert hatten und mit ihren Daus 711 n. Chr. bis nach Gibraltar vorgedrungen waren, begannen sich Dau und europäischer Schiffbau gegenseitig zu beeinflussen. Der europäische Schiffbau entwickelte sich von plumpen Küstenseglern zu eleganten Hochseeschiffen, während die Dau das Spiegelheck gewann, was sie bei Seegang trockener machte.
Daus werden noch gebaut. Bekannt sind unter anderem die Werften in den Vereinigten Arabischen Emiraten und im indischen Kerala.

## Dautypen
nach Wolfram zu Mondfeld
- Zaruk
- Ghanja
- Sambuke oder Sambuk
- Bum
- Bagalla
- Pattamar
- Khalissa